# Mesto de las Rozas

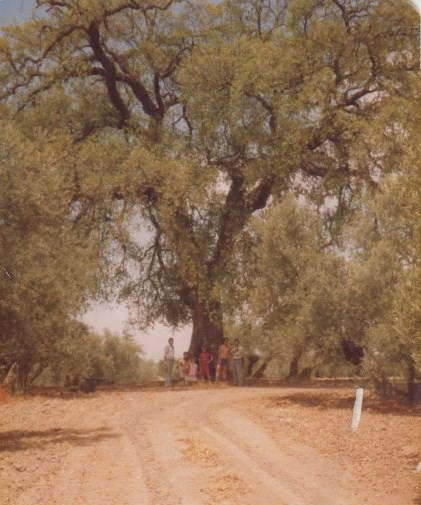
El Mesto en los años ochenta

El Mesto de las Rozas era un árbol singular de gran porte, híbrido entre encina (Quercus ilex) y alcornoque (Quercus suber). 

## Descripción
Estaba situado en Montalbán de Córdoba, en plena Campiña Cordobesa, concretamente en el pago de Las Rozas, a unos 7 km de la localidad mencionada. Al árbol se le calculaban cientos de años. Durante mucho tiempo su enorme tronco hueco (en el que cabían tres personas de pie) sirvió para que gente sin escrúpulos hiciera fogatas para hacer peroles, lo que lo debilitó mucho. Aunque un grupo de personas de Montalbán intentaron que perdurara tratándolo y cuidándolo todo lo que pudieron finalmente no aguantó una fuerte tormenta del verano de 1995, partiéndose su tronco y cayendo al suelo toda su copa. En el sitio aún queda el tronco, que da fe de lo enorme que era y un brote del mismo. Este árbol (y otros que quedan, aunque no tan grandes) es prueba de que La Campiña en su día fue un bosque mediterráneo. En cuanto a su tamaño alcanzaba los 20 metros de altura, su copa medía 20 metros de anchura aproximadamente, el perímetro de su tronco medía 5,5 metros y se necesitaban cinco personas para poder rodearlo. El Mesto era un símbolo para mucha gente de Montalbán y de la comarca, para otros era simplemente un árbol muy grande al que se podía hacer daño impunemente.
- Datos: Q6011533
- Multimedia: Mesto de las Rozas / Q6011533